# CS-142
De CS-142 (Carretera Secundaria 142) is een secundaire weg in Andorra. De weg verbindt de CS-111 tussen Bixessarri en Fontaneda met Mas d'Alins en is ongeveer 2,5 kilometer lang.